# Phoebe Regio (quadrangle)

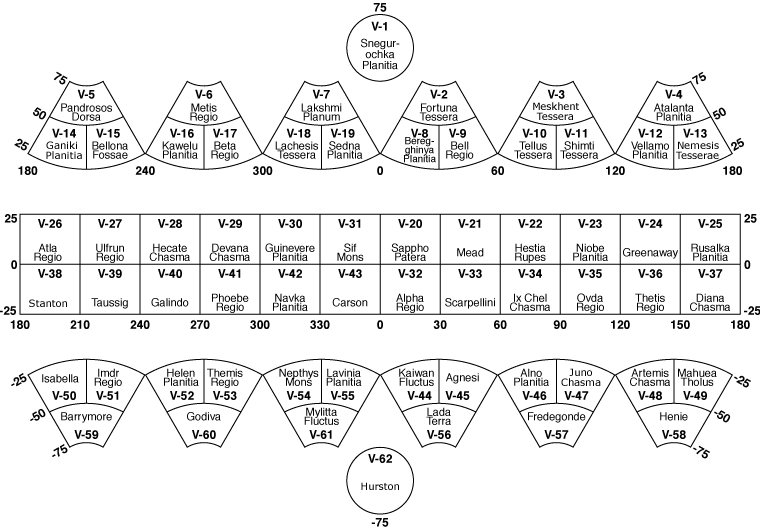
Quadrangles op Venus op schaal 1 : 5.000.000

Phoebe Regio (V–41; breedtegraad 0°–25° S, lengtegraad 270°–300° E) is een quadrangle op de planeet Venus. Het is een van de 62 quadrangles op schaal 1 : 5.000.000. Het quadrangle werd genoemd naar de gelijknamige regio die op zijn beurt is genoemd naar Phoibe, een titaan uit de Griekse mythologie.

## Geologische structuren in Phoebe Regio
Chasmata
- Pinga Chasma
- Rona Chasma

Coronae
- Kapenopfu Corona

Inslagkraters
- Annabelle
- Boye
- Caiwenji
- Carr
- Chechek
- De Witt
- Ellen
- Giselle
- Isako
- Madeleine
- Meredith
- Mowatt
- Taira
- Tanya
- Thomas
- Udaltsova
- Willard
- Workman
- Yale
- Zurka

Montes
- Atai Mons
- Vostrukha Mons
- Yunya-mana Mons

Planitiae
- Dzerassa Planitia
- Gunda Planitia

Regiones
- Phoebe Regio

Tesserae
- Chimon-mana Tessera
- Dolya Tessera